# Lotte Friis
Lotte Friis (Hørsholm, 9 febbraio 1988) è un'ex nuotatrice danese.

## Carriera
Specializzata nello stile libero, ha vinto la medaglia di bronzo negli 800 m sl alle Olimpiadi di Pechino 2008. Ha conquistato l'oro negli 800 e 1500 m stile libero agli europei di Budapest 2010.
Il 25 aprile 2017 ha annunciato il ritiro dall'attività agonistica.

## Palmarès
- Giochi olimpici

Pechino 2008: bronzo negli 800m sl.
- Mondiali

Roma 2009: oro negli 800m sl e argento nei 1500m sl.
Shanghai 2011: oro nei 1500m sl e argento negli 800m sl.
Barcellona 2013: argento negli 800m sl e nei 1500m sl.
- Mondiali in vasca corta

Istanbul 2012: argento negli 800m sl.
- Europei

Eindhoven 2008: bronzo nei 1500m sl.
Budapest 2010: oro negli 800m sl e nei 1500m sl e bronzo nei 400m sl.
- Europei in vasca corta

Vienna 2004: argento negli 800m sl.
Debrecen 2007: oro negli 800m sl.
Fiume 2008: bronzo negli 800m sl.
Istanbul 2009: oro negli 800m sl e argento nei 400m sl.
Stettino 2011: oro negli 800m sl e argento nei 400m sl.
Chartres 2012: oro negli 800m sl e argento nei 400m sl.
Herning 2013: argento nei 400m sl e negli 800m sl.
- Europei giovanili

Glasgow 2003: bronzo negli 800m sl.
Budapest 2004: bronzo negli 800m sl.